# Francesc Albareda
Francesc Albareda, Paco Albareda, va ser un instrumentista i director de cor mataroní de finals del s. XIX i inicis del s. XX.
Durant la infantesa va patir la verola, malaltia que causà el malnom pel qual l'anomenaren: el Garvat o el Gravat. Després de tocar a l'orquestra Els Verds, a la dècada del 1930 va tenir una orquestrina pròpia, Els Blaus, amb instrumentistes procedents, en part, de la Banda Municipal de Mataró, com el pianista Josep Soler i Saurí, el trompetista Fèlix Tapiola i Balmes o el saxofonista Isidre Miracle i Gibert. Albareda també exercí com a director de la coral mataronina La Perla i del cor claverià La Harmonia Mataronense, i va ser l'últim pianista (ajudant-se amb un bombo) de La Nova Constància, posteriorment Teatre-cine Clavé.
L'any 1928 tingueren lloc les Festes en honor de Josep Anselm Clavé al centre del Parc Municipal de Mataró, on es produïren diferents actes musicals, i on Albareda dirigí els cors claverians que cantaren diverses peces. De l'acte en guardà constància la pel·lícula Festes en honor de Clavé del cineasta Ricard de Baños.
Obres interpretades a l'acte de 1928
- Els pescadors (amb direcció d'Agustín Valde), barcarola per a veus soles i lletra i música de Josep Anselm Clavé
- La Maquinista, Polka catalana corejada. Per a 3 veus: tenor 1r, tenor 2n i baix, música i poesia de Josep Anselm Clavé. El títol d'aquesta peça fa referència a la fàbrica metal·lúrgica barcelonina La Maquinista Terrestre i Marítima, fundada el 1855.
- L'Empordà (1908), sardana per a quatre veus d'home: tenor 1r, tenor 2n, baríton i baix, amb música d'Enric Morera i lletra de Joan Maragall.
- Arri Moreu (1864), sardana perer a 3 veus: tenor 1r, tenor 2n i baix. Amb música de Josep Maria Ventura i lletra de Josep Vergés i Almar. El lletrista Josep Vergés va fer una lletra de caràcter pastoral, ambientada a l'Empordà.
- Himne a Clavé (1928), d'Antoni Casabella i Simó[5] (Mataró, 1866-1946). Va ser l'obra principal de l'acte, perquè es tractava de l'estrena d'un compositor mataroní.